# American Black Film Festival

Logo des Festivals

Das American Black Film Festival (ABFF) ist eine mehrtägige jährlich stattfindende US-amerikanische Filmpreis-Verleihung, bei der afroamerikanische Filme und Filmemacher, die vor oder hinter der Kamera wirken, ausgezeichnet werden.

## Geschichte
Das ABFF fand zum ersten Mal 1997 in Acapulco in Mexiko statt, damals noch als Acapulco Black Film Festival. Halle Berry und Bill Duke wurden für ihre berufliche Karriere in der Kategorie „Career Achievement“ ausgezeichnet und der Spielfilm Hav Plenty gewann den Wettbewerb in der Kategorie „Feature Film Competition“. Miramax erwarb daraufhin die Rechte an dem Film.
1998 wurde das „Actors Boot Camp“ durch Bill Duke eingeführt und Kurzfilme in den Wettbewerb aufgenommen. Denzel Washington würdigte Debbie Allen und Morgan Freeman im Rahmen eines Überraschungsauftritts. Im Filmjahr 1999 wuchs das Festival auf über 1.000 geladene Gäste und es wurde ein Verwaltungsrat unter Vorsitz von Robert Townsend gegründet. Geehrt wurden Pam Grier und Samuel L. Jackson.
Der Independentfilm One Week siegte im Jahr 2000 in der Kategorie „Feature Film“; darüber hinaus wurden Melvin Van Peebles, Master P und Nia Long geehrt. 2001 zeigte das ABFF die Studiopremiere des Columbia-Pictures-Films Baby Boy und Suzanne de Passe, John Singleton sowie Sanaa Lathan wurden ausgezeichnet.
Film Life übernahm im Jahr 2002 die Veranstaltung des ABFF und es wurden die „Film Life Movie Awards“ eingeführt. Der Veranstaltungsort wurde von Acapulco nach Miami im US-amerikanischen Bundesstaat Florida verlegt. Im selben Jahr ehrten Chris Tucker und Keenen Ivory den Vorsitzenden des Festivals, den Schauspieler Robert Townsend.
Bereits über 2.500 geladene Gäste hatte das erstmals von AOL Time Warner präsentierte Festival im Jahr 2003. Gabrielle Union wurde in der Kategorie „Rising Star“ (aufstrebender Stern) als beste Nachwuchsschauspielerin ausgezeichnet und Dick Parsons überreichte den „Entertainment Innovator Award“ an Russell Simmons. 2004 erhielt Spike Lee den „Time Warner Innovator Award“ und Rosario Dawson einen „Rising Star“.
Im Jahr 2005 wurde der „Best Documentary Award“ als Preis für herausragende Dokumentationen eingeführt und das Festival zeigte die Premieren von Hustle & Flow und Four Brothers. Gast der Festivalveranstaltung „A Conversation With…“, einem Interview-Format, war der Musiker Ice Cube. 2006 war der Schauspieler Cuba Gooding Jr. Gast der Veranstaltung und der Film Shadowboxer feierte seine Festival-Premiere. Cicely Tyson glänzte in der Kategorie „Empowering Women to Succeed in Hollywood“.
Im Jahr 2007 fand das ABFF im kalifornischen Los Angeles statt. Im selben Jahr feierte Screen Gems’ This Christmas Premiere und Blair Underwood war Interview-Gast in „A Conversation With…“. 2009 eröffnete Halle Berry das über 4.000 Besucher umfassende Festival. Dennis Haysbert wurde zum Präsidenten der Jury ernannt und Anthony Mackie zum Botschafter des Festivals.
Das 14. American Black Film Festival fand im Juli 2010 mit mehr als 3.000 Besuchern in Miami, Florida, statt und Regisseur Lee Daniels (Precious – Das Leben ist kostbar) erhielt für seine berufliche Karriere einen „Career Achievement Award“.
Die Dokumentation When Liberty Burns wurde 2020 aufgeführt.